# Tollense
El Tollense és un riu de Mecklenburg-Pomerània Occidental, al nord-est d'Alemanya, un afluent del Peene. Naix al sud del Tollensesee (llac del Tollense). Després de recórrer 14 km arriba al Tollensesee, i n'ix a la ciutat de Neubrandenburg. Des d'allà corre 68 km cap al nord i mor en el riu Peene a Demmin, que acaba a la badia de Pomerània.

## Jaciment arqueològic
Des del 1997, s'han trobat restes humanes de l'edat del bronze a la regió denominada Tollensetal (Vall del Tollense), algunes amb marques de ferides considerables i mort violenta. De llavors ençà s'han descobert centenars de fragments ossis, armes de fusta i puntes de llança. Aquestes troballes s'han conservat per l'antic sòl pantanós i perquè el Tollense mai no ha canviat el curs amb el pas del temps.
Els estudis arqueològics han demostrat que la Vall del Tollense fou escenari de l'enfrontament bèl·lic més primerenc i de major magnitud de l'edat del bronze, amb una data pròxima de l'any 1200 abans de la nostra era, i l'evidència més primerenca d'una batalla d'aquesta grandària en el món antic, perquè tot i que hi ha textos antics de la Xina, l'Índia i Orient Mitjà que parlen de batalles en aquest període, no hi ha evidència física que les demostren. La presència de cranis fracturats parcialment enterrats indica que el combat fou cos a cos, segurament entre tribus guerreres rivals. La majoria de les restes arqueològiques semblen pertànyer a individus joves, i algunes ferides semblen haver tingut lloc immediatament abans de morir. Els cossos semblen no haver estat soterrats en una cerimònia fúnebre normal, sinó llançats al riu. També s'hi han trobat ossos de cavalls i els ossos de la cuixa fracturats indiquen que hi hagué caigudes de genets durant el combat.
Cap al 2015, els cossos de 130 individus i 5 cavalls s'havien identificat en una zona de 450 metres quadrats; el camp de batalla podria contenir unes 750 persones. Es calcula que uns 4.000 guerrers formarien part de la batalla. En aquesta època, aquesta àrea del nord d'Europa no tenia pas centres urbans ni llogarets petits. La gent vivia amb les famílies en granges, i la densitat poblacional era menor de cinc persones per km quadrat. L'assentament més proper era a uns 350 km al sud-est, a Watenstedt (a la rodalia de l'actual ciutat de Salzgitter). Alguns vestigis químics en les restes arqueològiques mostren que la majoria dels guerrers del Tollense provenien de centenars de quilòmetres de distància; i suggereixen l'existència d'una classe guerrera entrenada, amb individus de tot Europa que s'ajuntaren en la batalla.